# Nazitysklands flagga

Nazitysklands flagga 1935–1945.

Nazitysklands flagga 1933–1935.

Nazitysklands flagga var från början det nationalsocialistiska tyska arbetarepartiet:s (NSDAP) partiflagga. Från 1933, då NSDAP kom till makten i Tyskland, började den användas som nationalflagga parallellt med den tidigare kejserliga svart-vit-röda tyska flaggan. Från 1935 blev flaggan den enda nationalflaggan för Nazityskland fram till Nazitysklands fall 1945. Flaggan är röd med en vitfylld cirkel vilken är försedd med en svart svastika (hakkors).

## Tillkomst
Adolf Hitler utformade själv flaggan som blev partisymbol 1920, då han tog över och döpte om partiet. I sin bok Mein Kampf förklarar han: "Efter otaliga försök har jag äntligen kommit fram till den rätta designen: En flagga med röd bakgrund, en vit cirkel och en svart svastika i mitten..." "I den röda färgen ser vi den sociala idén inom rörelsen, i den vita den nationalistiska idén, i svastikan kampens mission för seger för den ariska rasen."

## Från partiflagga till riksflagga
Nationsflaggan för det Tyska Riket (Weimarrepubliken) i svart-rött-gult infördes 1919. Efter att Hitler blivit Tysklands rikskansler 1933 beslöt nazisterna att Tyskland skulle återgå till det tyska kejsardömets röd-vit-svarta flagga eftersom de ansåg att den svart-röd-gula flaggan var en förödmjukande symbol för nederlaget i första världskriget och för den demokrati som samtidigt införts. De gjorde därför partiets egen fana med hakkorset till nationsflagga tillsammans med den kejserliga svart-vit-röda flaggan. Det sistnämnda var ett krav från den tyske rikspresidenten Paul von Hindenburg som inte ville släppa kejsardömets flagga. När Hindenburg 1934 avlidit blev året därpå nazistpartiets fana den enda nationsflaggan. Den nya flaggan skulle symbolisera Tysklands återfödelse och nationens ariska renhet.

## Flaggvarianter

Örlogsflagga 1938-1945
Handelsflagga för fartyg där befälhavaren var reservofficer. 1935-1945
Myndighetsflagga (Reichsdienstflagge) 1935-1945
Lotsflagga 1935-1945
Segelsportflagga
Hitlerjugends flagga
Tyska arbetsfrontens flagga
Kraft durch Freudes flagga
Tyska riksidrottsförbundets flagga
Den tyskkristna kyrkans flagga